# إيزي موريتا
إيزي موريتا (باليابانية: 森田一成؛ بالكانا: もりた いっせい) هو لاعب كرة قاعدة ياباني، ولد في 4 أغسطس 1989 في أوكاياما في اليابان.

## وصلات خارجية
- إيزي موريتا على موقع الدوري الياباني لكرة القاعدة (الإنجليزية)
- إيزي موريتا على موقعبيزبول رفرنس.كوم (الدوري الثانوي) (الإنجليزية)